# ماسادا (مینی‌سریال)
ماسادا (انگلیسی: Masada) یک مینی‌سریال آمریکایی است که در آوریل ۱۹۸۱ از شرکت پخش رسانه‌ای آمریکا پخش شد. که توسط این شبکه به عنوان «رمان ABC برای تلویزیون» تبلیغ می‌شود، روایتی تخیلی از محاصره تاریخی ارگ و قلعه ماسادا در اسرائیل توسط لژیون‌های امپراتوری روم در سال ۷۳ پس از میلاد بود. فیلمنامه این مجموعه تلویزیونی بر اساس رمان ۱۹۷۱ «آنتاگونیست‌ها» اثر ارنست گان، با فیلمنامه‌ای نوشته جوئل اولیانسکی است. محاصره زمانی پایان یافت که ارتش رومی وارد قلعه شدند، اما وقتی شکست قریب‌الوقوع شد، خودکشی گروهی توسط مدافعان یهودیان را کشف کردند.